# فيتز جون بورتر
فيتز جون بورتر (بالإنجليزية: Fitz John Porter)‏ هو عسكري وضابط أمريكي، ولد في 31 أغسطس 1822 في بورتسموث في الولايات المتحدة، وتوفي في 21 مايو 1901 في موريستاون في الولايات المتحدة.

## وصلات خارجية
- فيتز جون بورتر على موقع الموسوعة البريطانية (الإنجليزية)